# 나가모리 시게노부

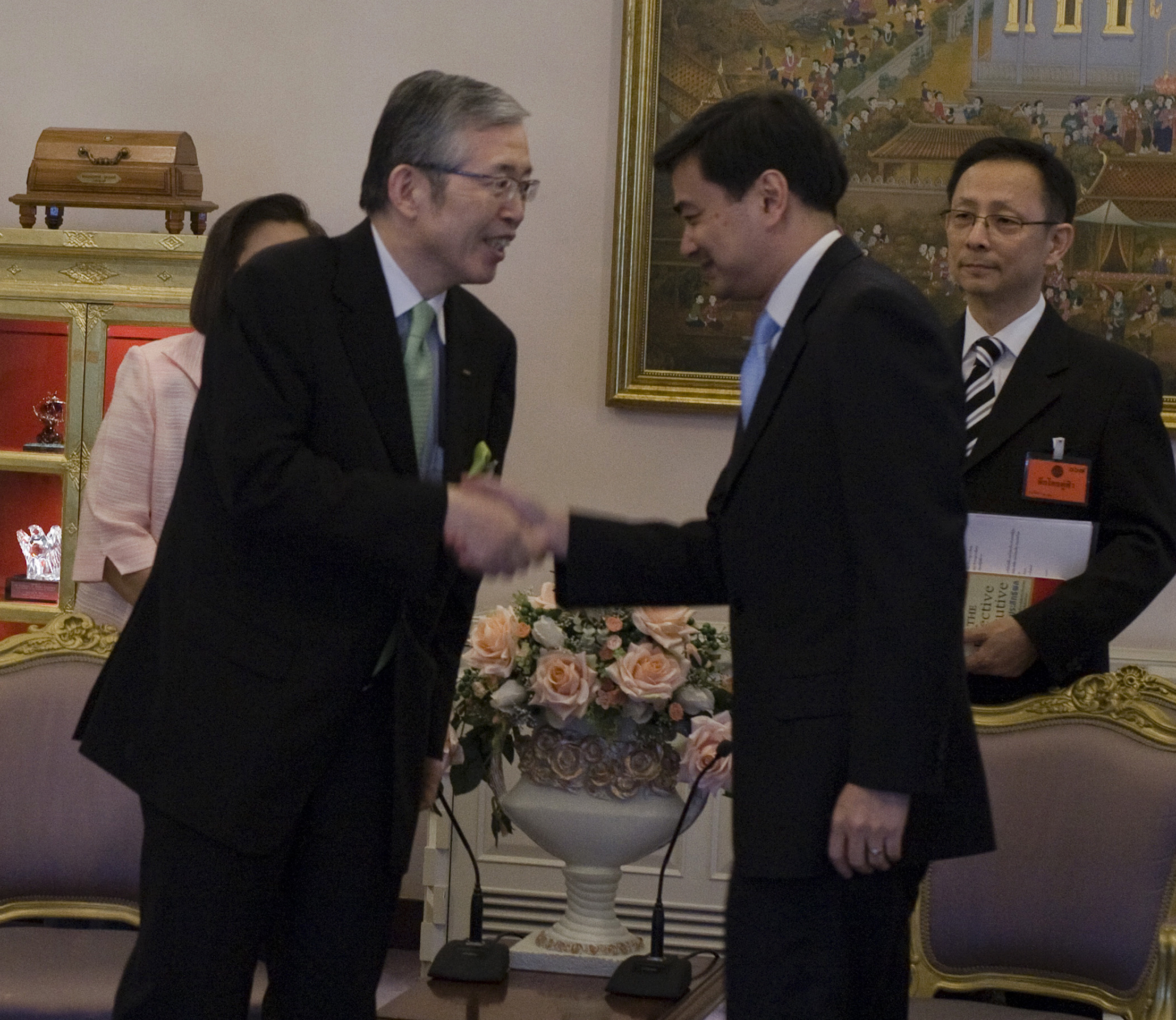
2010년 아비싯 베자지브와 함께한 나가모리

나가모리 시게노부(永守重信, 1944년 출생)는 일본의 억만장자 사업가이자 세계 최대의 하드 디스크 및 광학 드라이브용 마이크로모터 제조업체인 일본전산(Nidec)의 회장 겸 CEO이다.

## 어린시절
나가모리 시게노부는 교토의 농가에서 자랐다. 그는 도쿄 인근 폴리테크닉 대학에서 전기 공학 학위를 취득하고 1973년 일본전산을 설립하기 전에 두 엔지니어링 회사에서 근무했다.

## 경력
나가모리는 일본전산의 지분 12%를 직접 소유하거나 개인 자산 회사인 SN 코산을 통해 소유하고 있다.
그는 다른 여러 기술 회사를 소유하고 있는 일본 이동 통신 회사인 소프트뱅크 그룹의 비상임 이사이다.
2018년에는 CEO직은 유지하고 요시모토 히로유키 부사장이 사장직을 맡는다고 발표했다.
그는 일본전산이 전기 자동차용 모터 제조에 집중하여 2030년까지 매출 10조 엔(910억 달러)을 달성하는 것이 자신의 목표라고 공개적으로 밝혔다.